# Mohammed Hossein Fahmideh
Mohammad Hossein Fahmideh (persiska: محمدحسین فهمیده), född 6 maj 1967 i Qom, död 30 oktober 1980 i Khorramshahr, betraktas som en krigshjälte i Iran för sin insats i Iran-Irakkriget. Enligt den iranska regeringens officiella historieskrivning var han en 13-årig pojke från staden Qom som vid krigsutbrottet 1980 utan sina föräldrars vetskap lämnade sitt hem och åkte till södra Iran för att hjälpa till att försvara staden Khorramshahr som då hade angripits av irakiska trupper. Där kämpade han sida vid sida med äldre iranska soldater. Vid ett tillfälle lyckades irakierna pressa tillbaka iranska trupper som höll på att passera en mycket smal kanal och många iranier dödades eller sårades. Hossein Fahmideh tog då en granat från en stupad soldat, drog ut sprinten och hoppade framför en irakisk stridsvagn. Han dog omedelbart och stridsvagnen förstördes. Irakierna förstod inte vad som hänt och antog istället att området var minerat och stoppade sin stridsvagnsdivision.
Ayatollah Khomeini utnämnde Fahmideh till iransk nationell hjälte och betraktade hans självmordsaktion som ett föredöme för andra unga iranier. Ett monument till minne av Fahmideh restes i utkanten av Teheran. Han avbildades på väggmålningar i hela Iran, man sålde skolväskor med bilder på honom, och 1986 utgavs ett frimärke till hans minne.